# جين دومون
جين دومون (باليابانية: 土門 仁) مواليد 22 يونيو 1972، هو مؤدي أصوات ياباني.

## الأدوار

### مسلسلات أنمي تلفزيونية
- بليتش
- دم
- مونت كريستو
- ون بيس

## وصلات خارجية
- جين دومون على موقع IMDb (الإنجليزية)
- جين دومون على موقع قاعدة بيانات الفيلم (الإنجليزية)
- جين دومون على موقع ANN person (الإنجليزية)

1. ↑  豆瓣 (بالصينية), QID:Q5299559